# Спидкор
Спидкор (англ. speedcore) — стиль электронной музыки, экстремальная форма хардкора.
Жанр появился в 1990-е годы и представлял собой разновидность хардкор-техно с большим количеством ударов в минуту и агрессивным наполнением. BPM в композициях мог варьироваться от 205 до 300, но в отдельных случаях достигал значения 1000. Из-за высокого темпа, спидкор-композиции чаще всего непригодны в качестве танцевальной музыки.
Спидкор, у которого количество ударов в минуту находится в диапазоне от 600 до 1000 называется сплиттеркор. 
Композиции со скоростью 1000 ударов в минуту или выше называются экстратоном. На этой скорости, удары происходят настолько быстро, что становятся практически неотличимы друг от друга из-за чего композиция звучит как одна постоянная нота на высоком тоне.
Флэшкор — это жанр, выросший из спидкора и индустриального хардкора. Первоначально будучи связанным со спидкором, флэшкор определяется его сложной авангардной структурой и абстрактными звуками, что делает его более похожим на электроакустическую музыку и экспериментальную музыку, чем любую другую EDM музыку. Большинство работ этого жанра сосредоточено на интенсивных, ритмичных и многослойных звуковых ландшафтах.
Френчкор — стиль спидкора с 200 BPM, возникший во Франции в конце 1990-х годов.